# Dovecot
Dovecot é um servidor de IMAP e POP3 open source para sistemas Linux e UNIX, escrito primariamente com segurança em mente. Desenvolvido por Timo Sirainen, Dovecot foi lançado pela primeira vez em Julho de 2002. Dovecot tem o objetivo primário de ser um servidor de email open source leve, rápido e de fácil configuração.
Dovecot suporta mbox, Maildir e seu próprio formato nativo de alta performance, Dbox. É 100% compatível com os servidores UW IMAP, Courier IMAP, e clientes de emails acessando as caixas de correio diretamente. 
Dovecot também inclui um agente de entrega de emails (chamado "Local delivery agent" na documentação do Dovecot), com suporte opcional a filtros Sieve. 